# جوتي إسباداس جونيور
جوتي إسباداس جونيور (بالإسبانية: Guty Espadas)‏ مواليد 2 سبتمبر 1974 في ولاية يوكاتان، المكسيك، هو ملاكم مكسيكي يصنف ضمن فئة وزن الوسط بدأ مسيرته الاحترافية سنة 1992. حقق بطولة المجلس العالمي للملاكمة.

## إحصائيات
خاض خلال مسيرته 53 نزالا، فاز في 45 ولم يتعادل وخسر في 8. فاز بالضربة القاضية في 28 نزالا.

## روابط خارجية
- جوتي إسباداس جونيور على موقع بوكس ريك (الإنجليزية) (registration required)